# Mold (zespół muzyczny)
Mold – polski zespół rockowy, powstały w 1997 r. w Wieliczce w składzie: Magda Anioł, Rafał i Robert Chałgasiewicz, Jakub Cebula oraz Maciej Fabiś. W roku 1999 miejsce Roberta Chałgasiewicza zajął perkusista Bartosz Królikowski, zaś w roku 2001 miejsce wokalistki Magdy Anioł zajęła Beata Zielińska. Na początku 2001 r. Mold nagrał dwa dema, pod koniec tego roku nagrany został – wydany w październiku 2002 przez BMG Poland – album Mold. Zarejestrowano do niego dwa teledyski – Wszędzie Cynamon (nagrany w kopalni soli w Wieliczce, 2002) i Zanim Zniknę (nagrany w szpitalu im. Narutowicza w Krakowie 2003). Płyta, jak i sam zespół zostały docenione przez czasopisma „Teraz Rock” i „Metal Hammer”.
Pod koniec roku 2003 skład zespołu został pomniejszony o osoby: Bartosza Krolikowskiego oraz Beatę Zielińską. Miejsce perkusisty zajął Jarek Federowicz.
W 2004 roku Królikowski i Zielińska z wynajętymi muzykami nagrali album posługując się na nim nazwą Mold. W wyniku procesu sądowego i wyroku Sądu Okręgowego w Krakowie z dn. 11-04-2006 do sygnatury IC 114/04 ustalono, iż Bartosz Królikowski posługiwał się w swojej działalności wraz z Beatą Zielińską nazwą Mold bezprawnie. Prawa do używania nazwy Mold zachował założyciel i lider zespołu Rafał Chalgasiewicz.

## Dyskografia
| Tytuł | Dane dot. albumu                                   |
| ----- | -------------------------------------------------- |
| Mold  | - Data: 14 października 2002 - Wydawca: BMG Poland |